# 刘媛
刘媛（1969年5月—），女，中华人民共和国政治人物。曾任河北省政府外事办公室党组书记、主任。2023年7月出任中共廊坊市委副书记、廊坊市代市长。2024年1月当选为廊坊市市长。